# Бад-Беллінген
Бад-Беллінген (нім. Bad Bellingen) — громада в Німеччині, знаходиться в землі Баден-Вюртемберг. Підпорядковується адміністративному округу Фрайбург. Входить до складу району Леррах.
Площа — 16,93 км2. Населення становить 4715 ос. (станом на 31 грудня 2020).